# Querrieu
Querrieu település Franciaországban, Somme megyében. Lakosainak száma 621 fő (2022. január 1.). Querrieu Allonville, Bussy-lès-Daours, Camon, Fréchencourt, Pont-Noyelles és Saint-Gratien községekkel határos.

## Népesség
A település népességének változása:
| Lakosok száma | 649  | 650  | 670  | 648  | 642  | 632  | 629  | 625  | 621  |
|               | 2013 | 2015 | 2016 | 2017 | 2018 | 2019 | 2020 | 2021 | 2022 |